# Estación Vagués
Vagués es una estación ferroviaria de empalme del ramal proveniente de Luján con la línea principal de ex Ferrocarril Central Argentino a Pergamino, actualmente con tránsito de dos zorras de "Amigos del Ramal Victoria Pergamino"

## Servicios
La estación corresponde al Ferrocarril General Bartolomé Mitre de la red ferroviaria argentina, en el ramal a Pergamino que nace en la estación Luján y que está concesionado a la empresa NCA la cual no realiza mantenimiento ni corre trenes por él. La última vez en la que se detuvo un tren en esta estación fue en 1992.
En esta estación el ramal empalmaba con la línea principal proveniente de Retiro, y a través de éste, llegaban los trenes a Pergamino.
En estas inmediaciones funciona la base operativa de los "Amigos del Ramal Victoria- Pergamino" la cual realiza arduas tareas de desmalezamiento y mantenimiento de vías.
Existe un proyecto ya licitado con el número Licitación Pública 82/2015 que consta en el Mejoramiento y rehabilitación ramal Capilla del Señor-Pergamino, el mismo fue aprobado por la legislación del Exministro de Transporte Florencio Randazzo, cuya licitación fue revocada por el Exministro de Transporte Guillermo Dietrich. Actualmente las autoridades como Mario Meoni y Martín Marinucci prometieron el relevamiento de vías desde Capilla del Señor hasta la estación San Antonio de Areco. En 2021 empezaron las tareas de reacondicionamiento de vías para poder restablecer el servicio hacia la Estación San Antonio de Areco para luego en una próxima etapa llegar hasta la Estación Pergamino.
En octubre de 2021, se estuvieron haciendo obras de infraestructura entre Vagués, Solís y Diego Gaynor, para la rehabilitación del servicio hasta San Antonio de Areco.
El jueves 20 de julio de 2022, la estación Vagués fue seleccionada como parada intermedia del viaje de prueba o "marcha blanca" de la extensión del servicio hasta San Antonio de Areco, aunque el servicio no fue finalmente restablecido a la culminación de la respectiva gestión de la empresa.

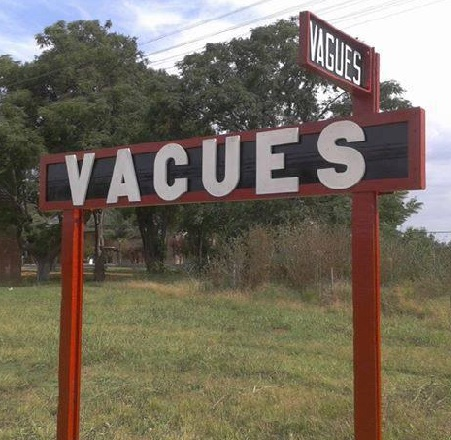
Cartel nomenclador Vagués

## Historia
Fue inaugurada en el año 1894 por el Ferrocarril Central Argentino, en el ramal Victoria-Pergamino y también el empalme hacia la ciudad de Luján. El nombre recuerda al capitán Blandengues Don José Vagués, que tuvo larga actuación en la época colonial durante las guerras de las fronteras.
Desde el 14 de julio de 2013, funciona en la antigua estación el "Centro de Interpretación ferroviario Vagués", un museo interactivo en donde se pueden apreciar fotografías, mapas y planos relacionados al ferrocarril y a la estación, además de contar con un archivo de videos y otros documentos históricos.

## Ubicación
Se encuentra dentro del partido de San Antonio de Areco en la Provincia de Buenos Aires, Argentina. Sus coordenadas geográficas son 34°17′58″S 59°26′37″O / -34.29944, -59.44361.